# Toby McKeehan
Toby McKeehan é um cantor e rapper evangélico estadunidense, conhecido por seu trabalho na banda americana cristã dc Talk.  

## Biografia
Toby formou DC Talk com Michael Tait em 1987, na Liberty University. Ele e Tait lançaram "Christian Rhymes to a Rhythm" em 1988, e adicionaram o colega de banda Kevin Max Smith. Eles embarcaram em turnê após lançar seu primeiro álbum em 1989, DC Talk. Em 1990, eles lançaram seu primeiro álbum com certificado de ouro, Nu Thang. Eles então lançaram seu álbum certificado platina, Free at Last. A turnê Free at Last é um sucesso.
Em 1994, com Todd Collins e Joey Elwood, fundou o primeiro selo de hip-hop cristão Gotee Records.  
Já lançou álbuns com considerável sucesso: Momentum, Welcome to Diverse City, Portable Sounds, Tonight, Christmas in Diverse City, Eye On It e This Is Not a Test. Também lançou novas versões dos seus álbuns, intituladas Re:Mix Momentum e Renovating Diverse City. O cantor teve seis dos seus singles no nº 1, incluindo "Made to Love" e "Lose My Soul".
Seu disco gravado ao vivo Alive and Transported, editado em 2008, recebeu um Grammy Award na categoria "Best Rock or Rap Gospel Album" na 51ª edição dos prémios em 2009.

## Privacidade
É casado com Amanda McKeehan e encontra-se em carreira solo.Eles têm cinco filhos: Truett, Moses, Marlee, Leo e Judah. Moses e Marlee foram adotados em 2002.

## Discografia

### Álbuns de estúdio
- Momentum (2001)
- Welcome to Diverse City (2004)
- Portable Sounds (2007)
- Tonight (2010)
- Christmas in Diverse City (2011)
- Eye On It (2012)
- This Is Not a Test (2015)
- The Elements (2018)

### EPs
- Love Broke Thru (2016)

### Álbunsremix
- Re:Mix Momentum (2003)
- Renovating Diverse City (2005)
- Dubbed and Freq'd: A Remix Project (2012)
- Eye'm All Mixed Up (2014)

### Álbuns ao vivo
- Alive and Transported (2008)
- Hits Deep Live (2016)

### Singles
- This Christmas (2002)
- Gone (2004)
- Burn for You (2005)
- Made to Love (2006)
- I'm for You (2007)
- Lose My Soul (2008)
- City On Our Knees (2009)
- Get Back Up (2010)
- Tonight (2011)
- Changed Forever (2011)
- Me Without You (2012)
- Steal My Show (2012)
- Speak Life (2013)
- Beyond Me (2015)
- Backseat Driver (2015)
- Feel It (2015)
- Move (Keep Walkin') (2016)
- Love Broke Thru (2016)
- Lights Shine Bright (2017)
- I Just Need U. (2018)

## Recompensas
Em 2022, durante sua carreira, ele recebeu 7 Grammy Awards  e 18 Dove Awards. 